# Tribolonotus brongersmai
Tribolonotus brongersmai — вид сцинкоподібних ящірок родини сцинкових (Scincidae). Ендемік Папуа Нової Гвінеї. Вид названий на честь нідерландського герпетолога Лео Бронгерсми.

## Поширення і екологія
Tribolonotus brongersmai є ендеміками острова Манус в групі островів Адміралтейства. Вони живуть на кокосових плантаціях.